# Стент

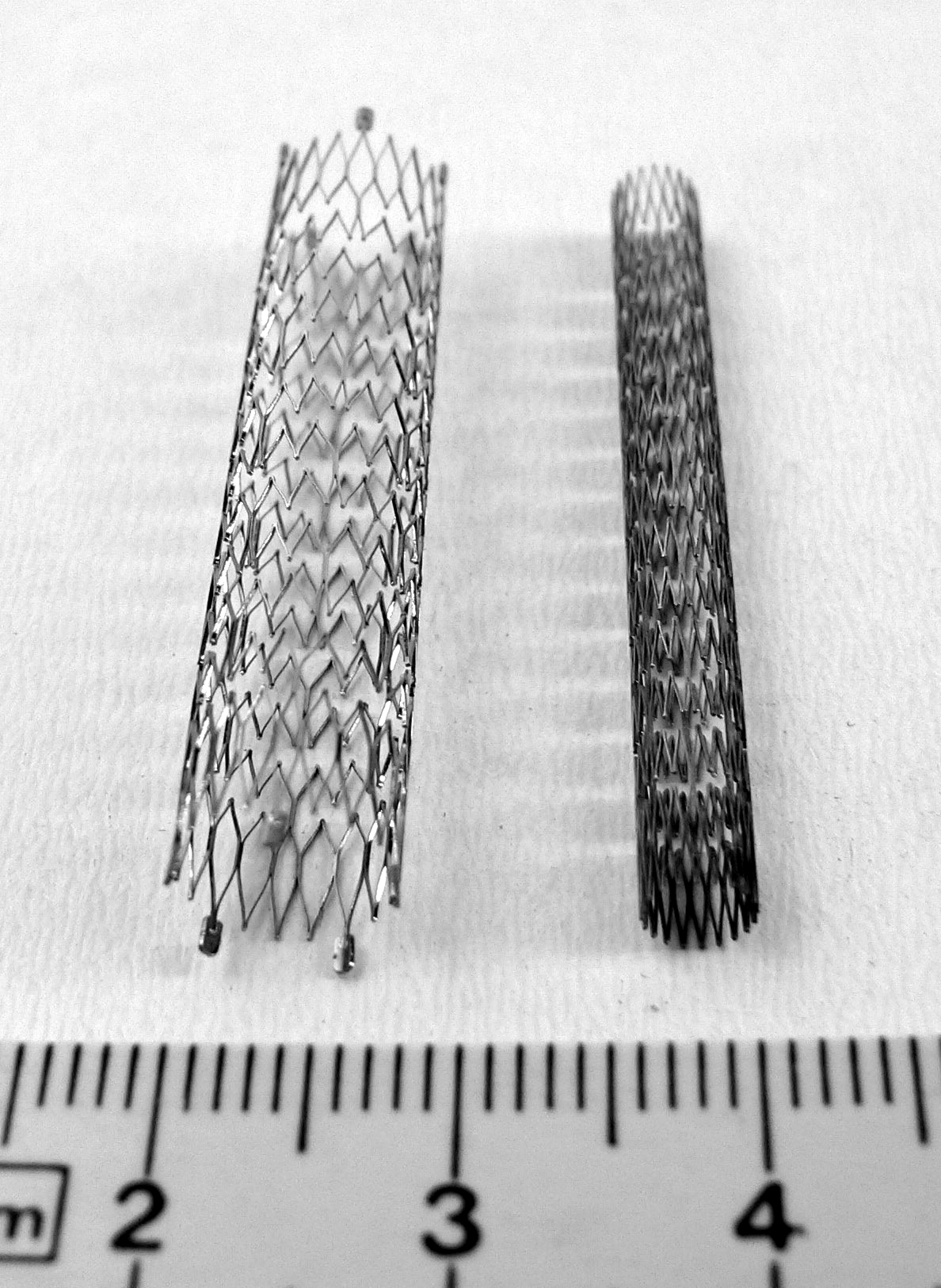
Стент для периферической артерии: в сжатом (справа) и расправленном (слева) состоянии

Стент (англ. stent) — специальная, изготовленная в форме цилиндрического каркаса упругая металлическая или пластиковая конструкция, которая помещается в просвет полых органов и обеспечивает расширение участка, суженного патологическим процессом. Стент обеспечивает проходимость физиологических жидкостей, расширяя просвет полого органа (артерии, пищевода, кишечника, желчевыводящих путей и мочеточника). Эффект стентирования сильнее и продолжительнее, чем при баллонной дилятации, при этом снижается риск повторного стеноза или перфорации. Стентирование следует отличать от шунтирования, то есть создания обходного пути вместо пораженного участка сосуда.
Конструкция получила название от фамилии английского дантиста Чарльза Стента (1807—1885). В конце XIX века в английском языке слово обозначало пасту для получения зубных слепков. С 1960-х годов стало использоваться в значении «медицинская шина».

## История
Стентирование — то есть имплантация стента, впервые было произведено в 1986 году, когда работавшие в Тулузе (Франция) Жак Пуэль и Ульрих Зигварт поставили первый стент в коронарную артерию человека. В 1993 г. американское Управление по надзору за качеством пищевых продуктов и медикаментов FDA дало разрешение на применение первого стента — спирали Джантурко-Рубина — при отслойке интимы во время баллонной ангиопластики. А в 1994 году первый стент Пальмац-Шатц был разрешен к использованию в США. В практике и тот, и другой стенты находят применение также при повторных стенозах коронарных артерий и стенозах венозных шунтов.

## Методика установки
Операция стентирования сосудов сердца производится, как правило, через бедренную артерию, куда вводится закрепленный на баллонном катетере стент, и под контролем рентгеновского аппарата подводится к месту сужения сосуда. Достигнув намеченного места, баллон раздувается и вдавливает стент в стенку сосуда, удерживая достигнутое при раздувании баллона увеличение просвета артерии. В зависимости от клинической ситуации может потребоваться не один, а несколько стентов. Правильность установки стента контролируется рентгенологически.
Стентирование пищеварительного тракта выполняется под эндоскопическим и/или рентгеноскопическим контролем.

## Существующие разновидности
В настоящее время существует около четырёхсот типов сосудистых стентов, отличающихся друг от друга составом сплава, из которого они изготовлены, длиной, дизайном отверстий, покрытием поверхности, контактирующей с кровью, системой доставки в сосуды; стенты бывают самораскрывающиеся, раскрываемые баллоном и т. д.
Коронарные стенты разделяют на проволочные (изготовленные из одной проволоки); тубулярные (изготовленные из цилиндрической трубки); кольцевые (изготовленные из отдельных звеньев); сетчатые (в виде плетёной сетки).
Преимущественно для имплантации в коронарные артерии применяются кобальт-хромовые или другие металлические раскрываемые баллоном стенты, для имплантации в периферические сосуды (сонные, подключичные, бедренные, в ряде случаев подвздошные артерии) преимущественно нитиноловые самораскрывающиеся стенты.
Используются самые различные сосудистые стенты, отличающиеся конструктивными особенностями, но требования, предъявляемые к ним одинаково жёсткие: совместимость с органами и тканями человека; высокая гибкость и упругость, чтобы выполнять функцию поддержания стенки канала; рентгенконтрастность, необходимая для контроля установки стента; возможность менять диаметр, чтобы приспособиться к состоянию сосуда и пр.
Благодаря постоянному совершенствованию конструкции коронарных стентов и техники стентирования удалось свести к минимуму количество острых тромбозов и уменьшить частоту подострых окклюзий сосудов. Актуальным остаётся вопрос о фибропролиферативной реакции интимы, приводящей к рестенозированию сосуда в отдаленные сроки после стентирования (через 6-12 месяцев). По результатам различных исследований, стеноз артерии наблюдается от 17-22 % (The Belgium Netherlands Benestent Trial I—II) до 31,6 % случаев (The Stent Restenosis Study).
В статье «Intracoronary stenting and angiographic results: strut thickness effect on restenosis outcome (ISAR-STEREO) trial» четко показана зависимость между толщиной каркаса стента и частотой рестенозов коронарных артерий, причем, чем толще каркас, тем больше процент клинических и ангиографических рестенозов. Считается, что способность к эндотелизации (покрытию каркаса стента клетками, выстилающими внутренний просвет сосуда) поддерживается на высоком уровне вплоть до толщины каркаса стента в 75 мкм, после чего она практически исчезает. Плохая эндотелизация напрямую связана с повторным стенозированием коронарных артерий (рестенозом) и тромбозами стента.
Тем не менее, в связи с высокой частотой рестенозов после имплантации не покрытых стентов (BMS) возрастает интерес к применению коронарных стентов, имеющих поверхности, покрытые специальным полимером, выделяющим лекарственные вещества. Например, в составе коронарного стента CYPHER компании «Cordis Corporation» входит цитостатическое вещество, угнетающее процессы деления клеток, препятствуя пролиферации гладкомышечных клеток и образованию неоинтимы. Однако, этот метод до сих пор сталкивался с проблемами, связанными с несовершенством таких покрытий.
В 2019 году международный научный коллектив, работающий на базе Томского политехнического университета (ТПУ) под руководством российских специалистов разработал новое лекарствовыделяющее покрытие для сосудистых стентов, которое лишено многих из упомянутых несовершенств. Новое покрытие на основе полидиметилсилоксановой матрицы представляет собой систему постепенно биоразлагаемых цилиндрических микрокамер диаметром 5 мкм и высотой 3 мкм каждая. Внутрь каждой такой камеры российские учёные научились помещать дозированный лекарственный препарат, который, постепенно выделяясь из силоксанового покрытия, предотвращает повторное сужение сосуда, образование в нём бляшек и тромбов. Скоростью выделения препарата из инновационного микрокамерного покрытия стента можно управлять с помощью ультразвука. Такое «умное» покрытие можно использовать на коронарных стентах, что позволит получить дополнительный фармакологический эффект
Коронарный стент TAXUS, созданный компанией «Boston Scientific», имеет поверхность, которая выделяет паклитаксел — противоопухолевый препарат — ингибитор митоза клеток. Подавляя клеточное деление, паклитаксел, как и сиролимус, препятствует рестенозированию.
Эти выделяющие длительное время лекарственные вещества стенты получили название «drug-eluting stent» (стенты, выделяющие лекарства). Они находят все более широкое практическое применение, так как частота рестенозов после использования стента CYPHER, например, составила всего 5,1 %. Однако и такая частота рестенозов  заставляет искать более эффективные методы предупреждения этих осложнений.
Наряду с положительным эффектом от применения стентов с лекарственным покрытием имеется и ряд негативных последствий, связанных с действием полимера и препаратов покрытия. Так цитостатическое вещество замедляет процесс эндотелиализации стента на несколько месяцев, что в свою очередь приводит к возникновению острых тромбозов в позднем (12 месяцев и более) периоде. Считается, что риск острого тромбоза после имплантации стена с лекарственным покрытием возрастает примерно на 0,6 % каждый год (исследования SIRTAX, post-SIRTAX, RESEARCH, T-SEARCH). Острый тромбоз коронарных артерий вызывает инфаркт и смерть пациента. Также неудобна для пациента и длительная дорогостоящая медикаментозная терапия после установки стента. Её отмена по этим причинам также способствует образованию острых тромбозов.
Разработаны стенты с аблюминальным лекарственным покрытием, например Nobori (Terumo) — лекарственное покрытие находится лишь на стороне стента, что прилегает к стенке сосуда, что в свою очередь способствует более быстрой эндотелизации и снижает риск рестеноза, имеет более низкую системную концентрацию лекарственного вещества, а также эффективно угнетает пролиферацию гладкомышечных клеток и образование неоинтимы.
В связи с наличием существенного риска позднего тромбоза разработаны стенты с биодеградируемым (рассасывающимся) покрытием. Такие как, например, Nobori (Terumo), Orsiro Архивная копия от 15 июля 2012 на Wayback Machine (Biotronik), Calipco (Ангиолайн, Россия). Однако чёткие доказательства существенного уменьшения количества поздних тромбозов при применении подобных стентов пока отсутствуют. Также ведутся разработки полностью биодеградируемых стентов (Проекты DREAMS и BVS).
В последнее время появились рассасывающиеся временные пищеводные стенты, выполненные из хирургического шовного материала.
Помимо стентирования сосудов и пищевода зачастую возникает необходимость восстановления просвета естественных каналов, таких как желчные пути и мочеточник. Эти стенты представляют собой пластиковую трубку (полиэтилен, ПВХ), иногда перфорированную, с приспособлениями для фиксации с обоих концов. Для закрепления стента в мочеточнике применяется система «двойной пигтейл» — при этом одна петля располагается в мочевом пузыре, а другая — в лоханке почки. Стенты часто имеют гидрофильное покрытие для повышения биосовместимости.